# Trombetas Airport
Trombetas Airport är en flygplats i Brasilien.   Den ligger i kommunen Oriximiná och delstaten Pará, i den centrala delen av landet, 1 800 km nordväst om huvudstaden Brasília. Trombetas Airport ligger 45 meter över havet.
Terrängen runt Trombetas Airport är platt. Trakten runt Trombetas Airport är nära nog obefolkad, med mindre än två invånare per kvadratkilometer..
I omgivningarna runt Trombetas Airport växer i huvudsak städsegrön lövskog.